# Jean-Louis Harel
Jean-Louis Harel (Lillebonne, 9 de setembre de 1965) va ser un ciclista francès. Va prendre part en els Jocs Olímpics de Barcelona de 1992, en què guanyà una medalla de bronze en la prova de contrarellotge per equips.

## Palmarès
- 1990
  - 1r als Boucles catalanes
  - Vencedor d'una etapa de la París-Bourges
- 1992
  -  Medalla de bronze als Jocs Olímpics de Barcelona en contrarellotge per equips (amb Philippe Gaumont, Hervé Boussard i Didier Faivre-Pierret)